# Casto
Casto (lombardul: Cast) település Olaszországban, Lombardia régióban, Brescia megyében. Lakosainak száma 1607 fő (2023. január 1.). Casto Bione, Lumezzane, Marcheno, Mura, Vestone, Lodrino és Pertica Alta községekkel határos.

## Népesség
A település lakossága az elmúlt években az alábbi módon változott:
| Lakosok száma | 1713 | 1710 | 1607 |
|               | 2017 | 2018 | 2023 |